# Уоррен-Пё, Шарлин
Шарлин Эвелин Долли Уоррен-Пё (англ. Charlene Evelyn Dolly Warren-Peu; род. 9 июня 1979, Адамстаун, Британские заморские территории) — политический деятель Островов Питкэрн. Мэр Питкэрна (2020—2022); первая женщина на этом посту. Ранее занимала должность заместителя мэра и входила в состав Совета острова.

## Биография
Шарлин Уоррен-Пё родилась 9 июня 1979 года на Островах Питкэрн в семье Кэрол Грейс Кристиан и Джея Кэлвина Уоррена. Является потомком мятежников «Баунти» в восьмом поколении, которые заселили острова. Её мать была одной из первых женщин, заседавших в Совете острова, а её отец был магистратом Питкэрна с 1991 по 1991 год и мэром с 2005 по 2007 год.
В 2013 году избрана в Совет острова. В 2015 году избрана заместителем мэра и переизбрана на этот пост в 2017 году. На всеобщих выборах 2019 года она была избрана мэром с убедительной победой.
На острове Уоррен-Пё работает почтальоном, предлагает услуги для туристов по проживанию в семье и является диспетчером кооператива производителей Островов Питкэрн, который экспортирует мёд, прополис и мыло. Шарлин также производит мёд «Восхитительную Щедрость» вместе со своим мужем Вейном Уоррен-Пё, уроженцем Островов Кука, который переехал на Питкэрн два десятилетия назад. У пары пятеро детей — Торика Уоррен-Пё, Кимиора Уоррен-Пё, Ральф Джей Уоррен-Пё (род. 22 февраля 1997) и Джейден Сэмюэл Уоррен-Пё (род. 11 октября 1998), а также Кушана Уоррен-Пё.